# Hagenbach-Bischoff-rendszer
A Hagenbach-Bischoff rendszer a D’Hondt-módszer egy változata, a (politikai) választások mandátumainak töredékes elosztására. Az elosztáshoz rendszerint a Hagenbach-Bischoff-kvótát használja, a fennmaradó mandátumok esetében pedig a D’Hondt-módszert kell alkalmazni úgy, hogy az egyes pártlisták összesített szavazatainak első és azt követő osztói (az elnyert mandátumok száma plusz 1) tartalmazzák a kvóta alapján kiosztott mandátumok számát. A rendszer a D’Hondt-módszerhez képest megegyező eredményt ad, ezért az ezt a módszert alkalmazó országokban gyakran ezen a néven hivatkoznak rá (Svájc, Belgium, Magyarország).
Luxemburg a Hagenbach-Bischoff módszert használja az európai parlamenti választásainál.

## Története
Bár a módszert Eduard Hagenbach-Bischoff (1833-1910) svájci fizikus és választási reformer után nevezték el, eredetileg azt Victor D’Hondt (1841-1901) alkotta meg, az egyszerű vagy Hare módszer felhasználásával. Hagenbach-Bischoff szerepe a módszer népszerűsítésén túl annyi volt, hogy javasolta azon módszer alkalmazását, ami a lehető legnagyobb mennyiségű parlamenti helyet osztja ki még a D’Hondt módszer alkalmazása előtt.

## Változatai
Belgiumban 1919 és 2003 között kétszintes módon használták, melyet egy egyszintes rendszer váltott.